# Стоимен Карадаев
Стоимен П. Карадаев е български революционер, горноджумайски войвода на Върховния македоно-одрински комитет.

## Биография
Стоимен Карадаев е роден в горноджумайското село Железница. Влиза във ВМОК и става селски войвода на организацията. На 22 септември 1902 година четата на Карадаев напада спахията Юмер Чауш и така избухва Горноджумайското въстание.